# Lambrusco Grasparossa di Castelvetro

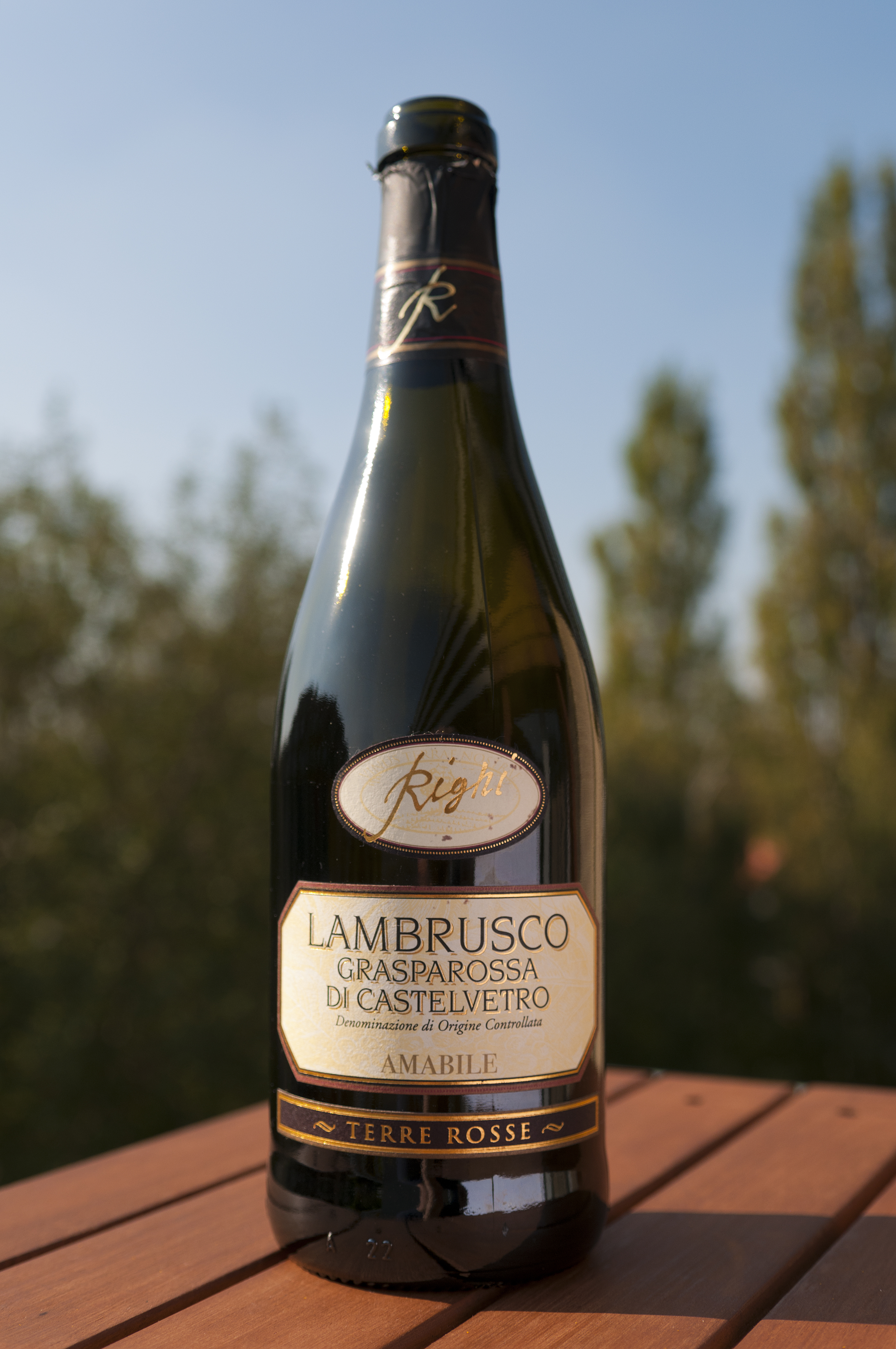
Eine Flasche Lambrusco Grasparossa di Castelvetro

Unter der Bezeichnung Lambrusco Grasparossa di Castelvetro werden Perl- und Schaumweine erzeugt. Das Anbaugebiet hierfür liegt in der Provinz Modena in der Emilia-Romagna und besitzt seit 1970 eine „kontrollierte Herkunftsbezeichnung“ (Denominazione di origine controllata – DOC), die zuletzt am 7. März 2014 aktualisiert wurde.

## Anbaugebiet
Anbau und Vinifikation der Produkte ist nur gestattet in den Gemeinden Castelfranco Emilia, Castelnuovo Rangone, Castelvetro, Fiorano, Formigine, Maranello, Marano sul Panaro, Prignano sul Secchia, Savignano sul Panaro, Spilamberto, Sassuolo, Vignola und San Cesario sul Panaro sowie in Teilen der Gemeinde Modena – alle in der Provinz Modena.
Im Jahr 2017 wurden 80.237 Hektoliter DOC-Wein erzeugt.

## Erzeugung
Es werden nur Perl- und Schaumweine (Spumante) erzeugt, jeweils in den Ausführungen Lambrusco Grasparossa di Castelvetro Rosso und Lambrusco Grasparossa di Castelvetro Rosato. Die Erzeugnisse sind Cuvées aus mindestens 85 % der Rebsorte Lambrusco Grasparossa. Höchstens 15 % andere Lambruschi und/oder Malbo Gentile dürfen – einzeln oder gemeinsam – zugesetzt werden.